# Nick van Bloss
Nick van Bloss (* 1967 in London) ist ein englischer Pianist und Autor.
Van Bloss begann mit elf Jahren mit dem Klavierspiel. Mit fünfzehn Jahren begann er bei Yonty Solomon ein Studium als Jungstudent am Royal College of Music. Mit 21 Jahren wurde bei ihm das Tourette-Syndrom diagnostiziert. Er konzertierte für mehrere Jahre bis 1994 in England und Europa. Nach einer Pause von 1994 bis 2009 konzertierte er erneut vor 900 Zuhörern in der Cadogan Hall in Chelsea mit dem English Chamber Orchestra. 2006 veröffentlichte Nick van Bloss sein Buch Busy Body — My Life With Tourette's Syndrome. 2007 berichtete das BBC in einer Dokumentation Mad but Glad über van Bloss. Der amerikanische Neurologe Oliver Sacks schrieb über van Bloss in seinem Buch Der einarmige Pianist.